# Teucholabis (Teucholabis) gowdeyi gowdeyi
Teucholabis (Teucholabis) gowdeyi gowdeyi is een ondersoort van de tweevleugelige Teucholabis (Teucholabis) gowdeyi uit de familie steltmuggen (Limoniidae). De ondersoort komt voor in het Neotropisch gebied.